# Колодчино
Колодчино (біл. вёска Калодчына) — село в складі Вілейського району Мінської області, Білорусь. Село підпорядковане Іллінській сільській раді, розташоване в північній частині області.

## Історія
З 1793 після другого розділу Речі Посполитої Колодчино, як і вся Вілейщина, входила до складу Російської імперії, був утворений Вілейський повіт у складі спочатку Мінської губернії, а з 1843 - Віленської губернії.
У 1921–1945 роках застінок знаходилось у Польщі, у Вільнюськім воєводстві, Вілейського повіту, у гміні В'язинь .

## Населення
- 1921 рік — 295 людини, 57 будинків[2]
- 1931 рік — 338 людини, 63 будинків[3].

## Уродженці
- Язеп Гаврилик (1893—1937) — діяч білоруського руху в Західній Білорусі.